# 영국 물리학회
영국 물리학회(IOP, Institute of Physics)는 물리학 교육, 연구 및 응용을 발전시키기 위해 노력하는 영국 기반의 학회 및 전문 기관이다.
1874년에 설립되었으며 전 세계적으로 20,000명 이상의 회원을 보유하고 있다. IOP는 영국과 아일랜드의 물리학 학회이며 교육, 연구 및 산업 분야의 물리학을 지원한다. 이 외에도 IOP는 회원들에게 진로 조언 및 전문성 개발을 포함한 서비스를 제공하고 공인 물리학자 (CPhys) 및 공인 엔지니어 (CEng)를 엔지니어링 위원회의 지명 기관으로 인정하는 전문 자격을 부여한다. IOP의 출판사인 IOP 출판사는 85개의 학술지를 출판한다.

## 역사

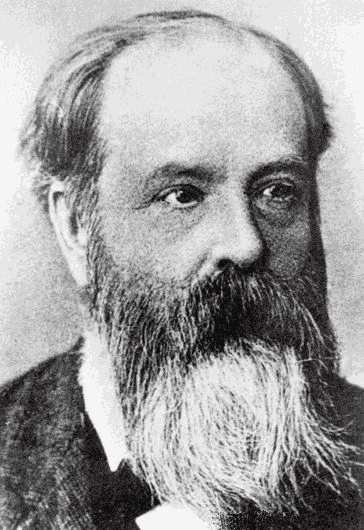
Frederick Guthrie는 런던 물리학회를 설립했다.

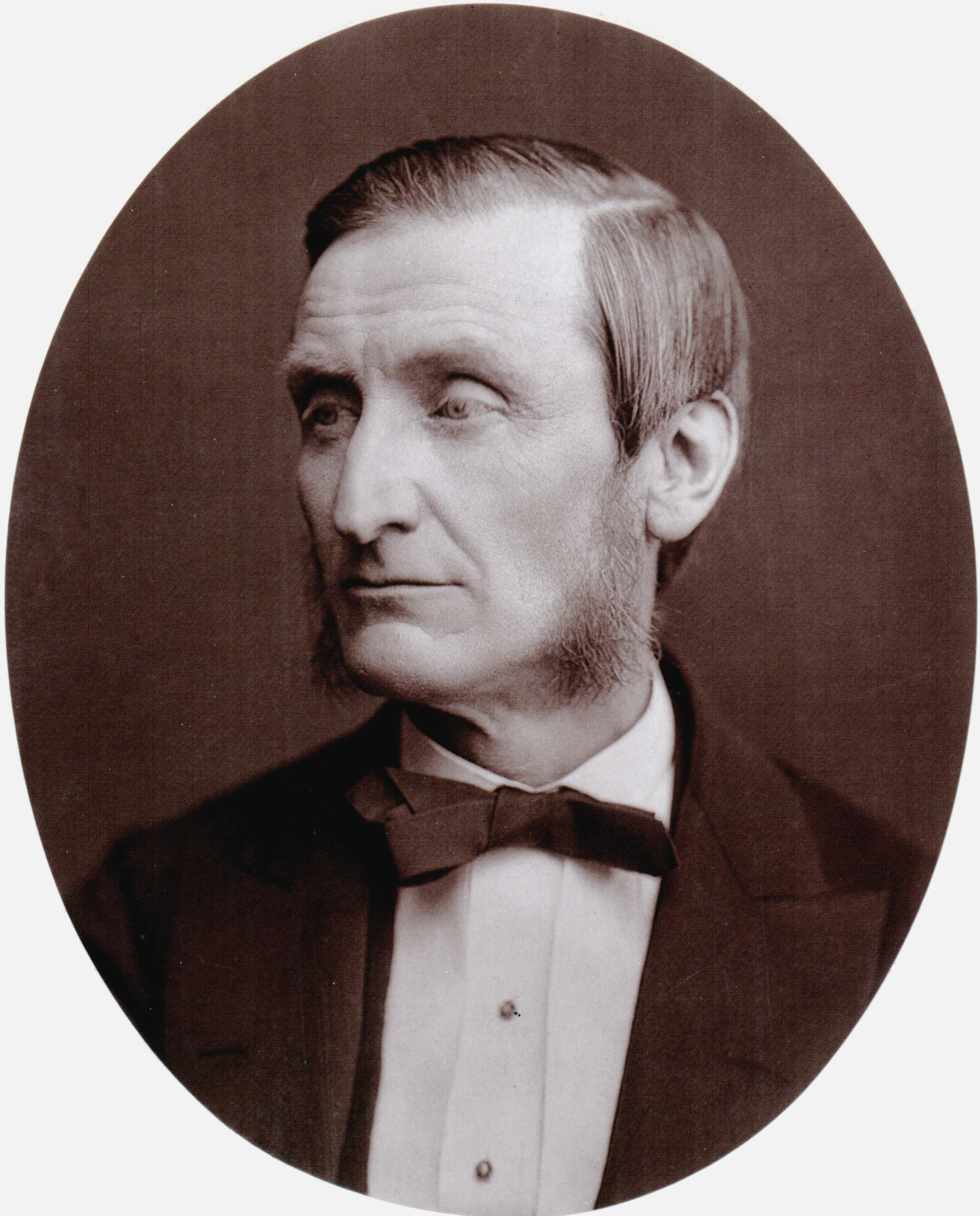
John Hall Gladstone, 런던물리학회 초대회장.

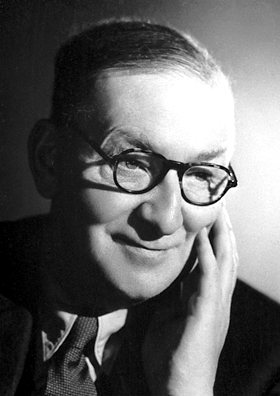
합병된 학회의 초대 회장인 John Cockcroft.

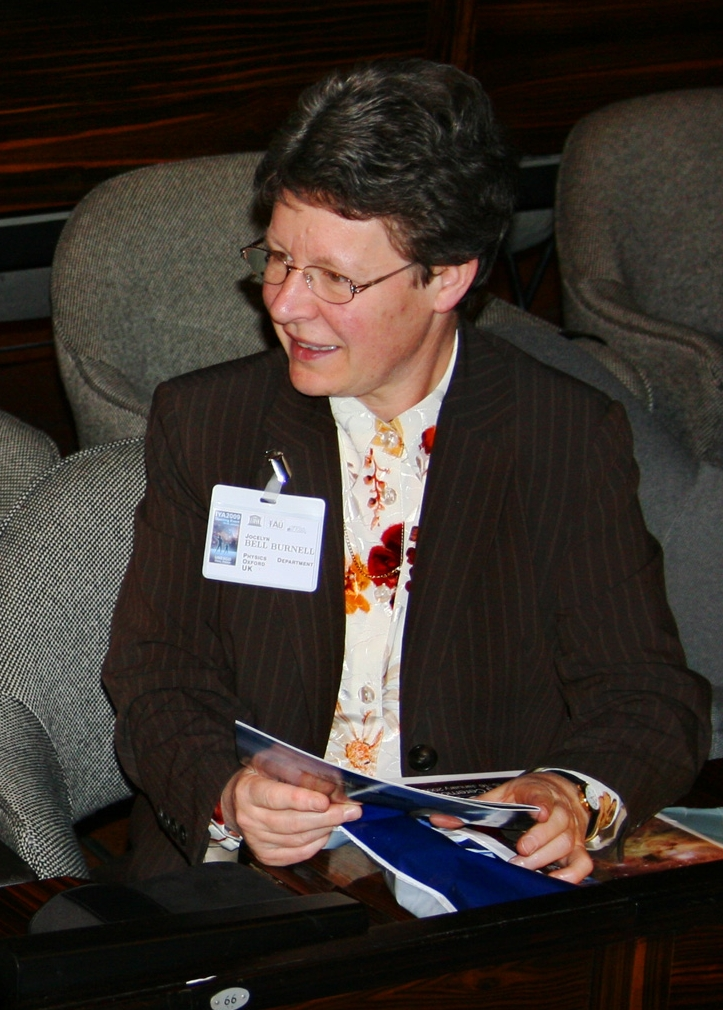
최초의 여성 IOP 회장인 Jocelyn Bell Burnell은 벨 버넬 대학원 장학 기금을 설립하기 위해 IOP에 230만 파운드를 기부했다.

영국 물리학회(IOP)는 1874년에 설립된 런던 물리학회(Physical Society of London)와 1918년에 설립된 물리학회(Institute of Physics)의 합병으로 1960년에 설립되었다.
런던물리학회는 1873년 브래드포드에서 개최된 영국과학진흥협회 회의에서 물리학자이자 초심리학자인 윌리엄 배럿 경이 왕립학회 펠로우들의 의견을 조사한 후 1874년 2월 14일 프레드릭 거스리에 의해 공식적으로 설립되었는데, 존 홀 글래드스톤(John Hall Gladstone)을 초대 회장으로 하였다. 처음부터 학회는 공개 회의와 전시회를 개최하고 《물리학회 회록》(Proceedings of the Physical Society)을 출판했다. 학회는 주로 임페리얼 칼리지 런던에서 2주마다 열렸다. 현재 패러데이 메달 및 상으로 알려진 최초의 '거스리 강의'는 1914년에 진행되었다.
20세기 초반에 "물리학자"라는 직업이 등장했는데, 이는 부분적으로는 제1차 세계대전 동안 과학자에 대한 수요가 증가한 결과였다. 1917년 윌리엄 에클즈와 윌리엄 더델(William Duddell) 사이의 토론에 이어 물리학회 위원회(Council of the Physical Society)가 패러데이 학회, 광학 학회, 뢴트겐 학회와 함께 '물리학자'의 전문적 지위를 향상시키는 방법을 모색하기 시작했다. 1918년 런던 킹스 칼리지에서 열린 4개 학회 회의에서 물리학회(Institute of Physics)가 설립되었다. 1919년 리처드 글레이즈브룩(Richard Glazebrook) 경이 연구소의 초대 회장으로 선출되었고 연구소 창립 회의는 1921년에 열렸다. 여느 물리학회와 마찬가지로, 연구소의 기본은 지식의 보급으로 1922년에 《과학적 기구 저널》(Journal of Scientific Instruments)의 발행을 시작하였다. 《물리학 발전에 관한 보고서》(Reports on Progress in Physics)는 1934년에 시작되었으며 오늘날에도 여전히 발행되고 있다. 1952년에 이 연구소는 "대학원" 과정과 시험을 시작했는데, 대학에 대한 접근 확대로 인해 수요가 제거된 1984년까지 계속되었다.
1932년에 런던 물리학회는 광학회와 합병하여 물리학 학회(Physical Society)를 만들었다. 1960년에 물리학 학회(Physical Society)와 물리학회(Institute of Physics)가 합병하여 물리학회 및 물리학 학회(The Institute of Physics and the Physical Society )라는 이름의 단일 조직이 탄생했으며 존 콕크로프트(John Cockcroft)가 초대 회장으로 선출되었다. 새로운 학회는 물리학회의 학회 전통과 물리학 연구소의 전문직 전통을 결합했다. 토마스 E. 네빈(Thomas E. Nevin)의 지도하에 물리학 연구소의 아일랜드 지부가 1964년에 설립되었다. 1970년에 왕실의 인가를 받으면서 조직은 물리학회(Institute of Physics)로 개명되었다.

## 회원
IOP에는 23,000명의 회원이 있는데, 이는 준회원(AMInstP), 회원( MInstP를 사용할 수 있는 자격), 펠로우 (FInstP를 사용할 수 있는 자격) 및 명예 펠로우(Hon을 사용할 수 있는 자격)의 네 등급으로 나뉜다. 학부생, 견습생 및 연수생은 준회원이 될 수 있으며 MInstP 자격은 일반적으로 학회에서 "인정"하는 학사 학위를 완료함으로써 이루어지는데, 여기에는 거의 모든 영국 물리학 학위가 포함된다. MInstP는 "직업에 뛰어난 공헌"을 함으로써 FInstP가 될 수 있다.
2018년 1월에 이 네 등급의 멤버십이 이전의 7등급을 대체했다. 이러한 변경으로 인해 학부생을 위한 제휴 멤버십이 제거되었고(현재는 준회원임) 성명후 문자 AMInstP가 제거되었으며 준회원을 투표권이 있는 회원으로 변경하였다. 2015년 물리학회 회원은 MInstP에서 남성 86%, FInstP에서 남성 91%였다. 명예 펠로우의 85%는 남성이었다.
연구소는 다양한 등급의 회원에게 학위 복장을 부여한다. 학회의 대학원 시험(1952–1984년 제공)에 합격한 사람은 보라색 다마스크 옥스포드 버건 모양의 후드를 받을 자격이 있다. 법인 회원(MInstP)은 안감이 바이올렛이고 2"/5 cm 샷 크림슨 실크로 카울을 대면하고 있는 바이올렛의 다마스크 소재의 토론토 정장(full shape)의 후드를 착용할 자격이 있다. 회원 및 대학원 시험 합격자의 가운은 런던대학교에서 문학사 학위를 취득할 때 사용하는 것과 동일한 패턴이지만 그 소매 부분에 보라색 끈과 단추가 달려 있다. 펠로우의 가운은 (Groves 2014에 따라) 바이올렛 다마스크 4인치 커프가 있거나, 또는 (IOP 웹사이트에 따르면) 15 cm 커프스와 10 바이올렛 태피터 소재의 페이싱이 있고, 여기서 커프스는 레드 코드와 바이올렛 버튼으로 약간 주름진 것으로 되어 있는 검은색 옥스퍼드 대학교 로브의 패턴을 따른다. 펠로우는 빨간색 술이 달린 검은색 벨벳 소재의 의사 모자를 쓰고, 다른 학년은 검은색 술이 달린 표준 검은색 학사모를 착용한다.

## 전문 자격
이 학회에서는 자체 헌장에 따라 공인 물리학자 (CPhys) 자격을 부여하고, 공인 엔지니어 (CEng), 엔지니어링 기술자 (EngTech) 및 통합 엔지니어 (IEng) 자격을 엔지니어링 위원회의 지명 기관으로서 부여하고, 등록 과학자 (RSci) 및 등록된 과학 기술자 (RSciTech) 자격을 영국 과학 위원회의 허가된 기관으로 부여한다. 2001년까지 공인 물리학자(CPhys) 자격은 MInstP에 따라 자동으로 부여되었지만 그 이후로 공인 엔지니어(CEng)와 동등한 별도의 자격이 되었다. 2012년부터 CPhys를 수여받은 사람들은 자격을 유지하기 위해 3년마다 재인증을 받아야 한다. CPhys 자격을 취득하려면 물리학자는 적절한 자격을 갖추어야 하며(공인된 MSci 또는 MPhys 통합 석사 학위가 표준이지만 동등한 수준의 경험도 인정될 수 있음), 최소 2년의 구조화된 교육 및 최소 2년의 책임 있는 업무 경험을 가지고 있어야 하고, 지속적인 전문성 개발에 대한 헌신을 입증하여야 하고, 다양한 경쟁력을 획득해야 한다. 2020년부터 모든 CPhys 보유자는 전문적으로 활동하고 연간 지속적인 전문성 개발 기록을 제출해야 한다.

## 교육
IOP는 영국 및 아일랜드 대학의 물리학 학사 학위(BSc/BA 및 MSci/MPhys)를 인증한다. 16세 이후 수준에서 IOP는 자격 및 커리큘럼 당국의 인증을 받은 OCR 심사 위원회와 함께 'Advancing Physics ' A레벨 과정을 개발했다. Advancing Physics는 2011년 1월에 옥스포드 대학교 출판부에 매각되었다. IOP는 또한 영국의 4개 대학에서 운영되는 통합 과학 학위를 개발했다. IOP는 영국의 중등학교에 중요한 교육 서비스를 제공한다. 이것은 대형 굴절식 트럭의 이동식 실험실인 이동식 실험실이다. 여기에는 학생들이 일반 학교 실험실에서 일반적으로 사용할 수 없는 물리 장비를 사용하여 다양한 실습 실험을 시도할 수 있는 3개의 작은 실험실이 있다. 후원은 EDF 에너지에서 제공하고 영국 과학 협회(British Science Association)에서 지원한다. IOP는 A-레벨에서 물리학의 이해를 높이는 것을 목표로 하는 시뮬레이션 물리학 네트워크(Simulating Physics Network)를 운영하고 영국 교육부에서 자금을 지원하는 교사 훈련 장학금을 관리한다.
2019년 3월, IOP에서는 여학생과 흑인 학생들이 물리학 연구원이 되도록 돕는 것을 목표로 벨 버넬(Bell Burnell) 대학원 장학 기금을 시작했다. 이 프로그램은 조슬린 벨 버넬(Jocelyn Bell Burnell) 이 자금을 지원하며 저소득층 학생과 난민 자격을 갖춘 학생에게 지원을 제공한다. 벨은 2018년 기초 물리학 특별 혁신상을 수상했으며 기금 마련을 위해 총 230만 파운드의 상금을 기부했다.
IPO는 물리학 및 윤리 교육 프로젝트를 통해 목격된 것처럼 물리학의 윤리적 영향에도 관심이 있다.

## 출판
IOP 출판사는 85개의 학술 타이틀을 출판하는 IOP의 전액 출자 자회사이다. 이 출판사에서 발생하는 모든 이익은 IOP의 자선 활동 자금으로 사용된다. 1990년, 1995년, 2000년에 수출 공로 여왕상을 수상했으며 1988년 창간된 물리학회의 회원 잡지 《물리학 세상》(Physics World) 등 다수의 저널, 웹 사이트 및 잡지를 발행한다.

## 운영

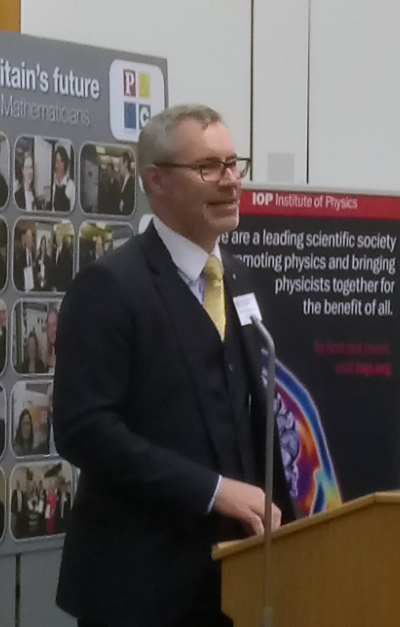
IOP의 CEO 폴 하더커.

선출된 위원회(Council)는 학회의 업무를 관장하고 통제한다. 위원회는 1년에 4회 소집되며 최대 21명의 회원으로 구성되며 그 중 18명은 학회회원이 선출한다.
회장은 학회 회원에 의해 선출되며 임기는 2년이다. 현 회장은 셰일 로원(Sheila Rowan, 2021-2023)이다. 런던 물리학회(Physical Society of London)로 설립된 이후 오늘날의 연구소에 이르기까지 연구소의 역사에 의해 보유한 직책의 이름은 다양하게 되었다. 2012년부터 CEO는 폴 하다커(Paul Hardaker)이다.

## 문장

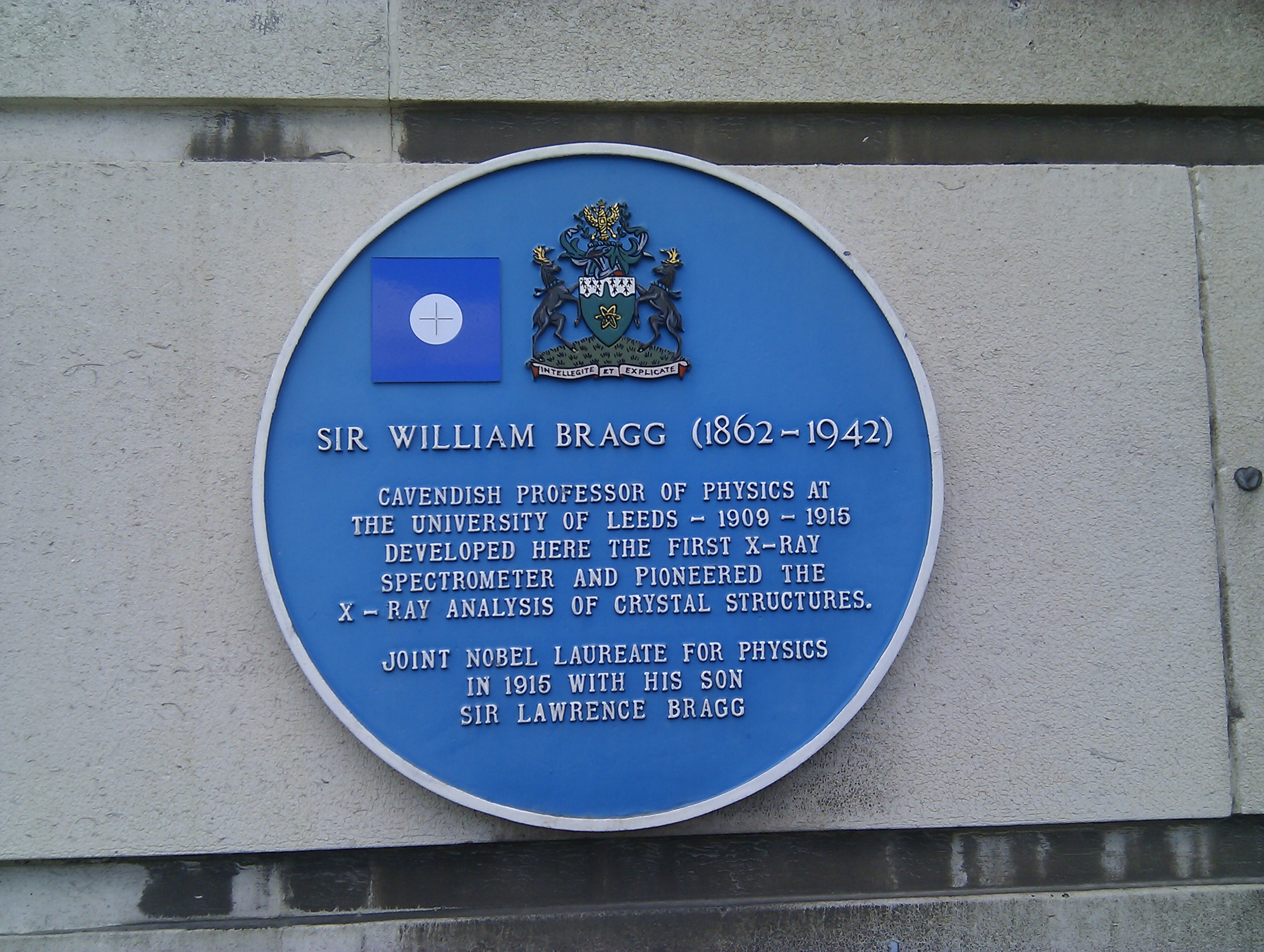
IOP 문장이 새겨진 윌리엄 헨리 브래그의 작품을 기념하는 청색 명판

IOP는 1994년에 승인된 자체 문장을 가지고 있다. 문장에는 원자를 나타내는 방패와 조직의 모토인 "Intellegite et explicate"("이해하라 그리고 설명하라")가 있다. IOP 회장은 공식 행사에서 문장이 새겨진 메달을 착용한다.

## 상
IPO에서는 물리학 연구, 교육 및 응용에 대한 기여를 인정하기 위해 수많은 상을 수여한다.

## 본부

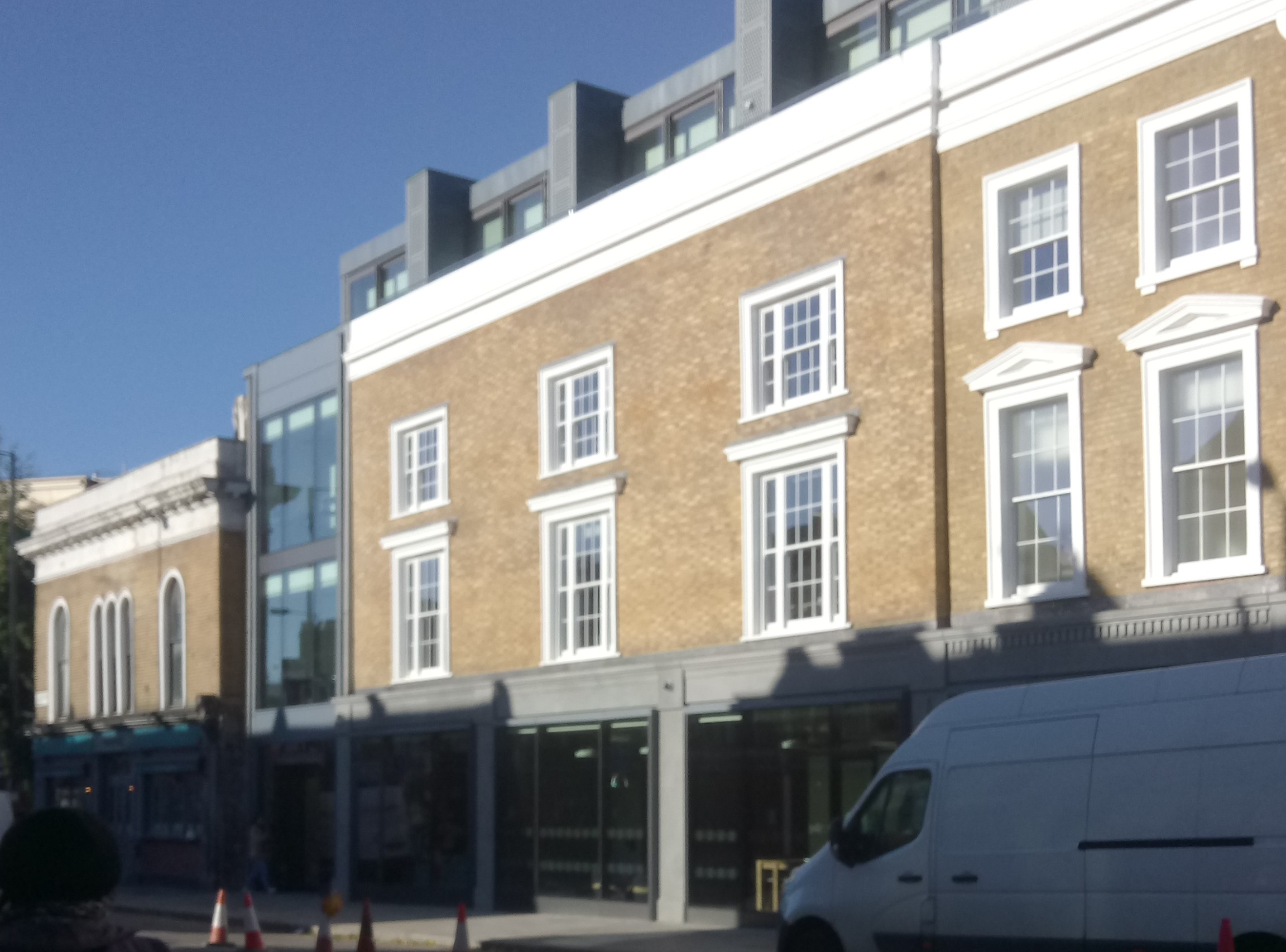
런던 Islington에 있는 IOP 건물

설립 이후 IOP는 런던에 본부를 두고 있다. 런던 물리학회의 초기 회의는 1894년 벌링턴 하우스에서 영구 기지가 발견될 때까지 사우스 켄싱턴에서 열렸다. 1927년에 IOP는 임대료 없이 1개의 로우더 가든즈(Lowther Gardens)를 인수했다. 그것은 1939년에 물리학 학회(Physical Society)와 합류했다. 제2차 세계 대전 중에 연구소는 일시적으로 레딩 대학교로 이전했다. 전쟁 후 연구소는 런던으로 돌아와 처음에는 19 앨버말 스트리트(Albemarle Street) 로 돌아와 1년 남짓 머물렀다가 1946년 12월 47 벨그레이브 스퀘어(Belgrave Square) 로 이전했다. 물리학 학회(Physical Society)는 1960년까지 계속해서 로우더 가든즈에 기반을 두고 있었다. IOP 연구소는 1996년 포틀랜드 플레이스 76번지로 이전했다.
2013년에 IOP는 새 본부로 사용하기 위해 킹스 크로스(Kings Cross)에 있는 부동산을 구입했다. 이것은 지역 주민들이 새 건물의 디자인과 크기에 반대하면서 일부 논란의 원인이었다. 2015년 2월 최초 승인 후 2015년 12월 이즈링턴 카운슬(Islington Council) 에서 계획 허가를 최종 승인하기까지 거의 10개월의 추가 협상이 필요했다. IOP는 2018년 10월 29일 이 새 건물로 이전했다.

## 같이 보기
- IOP 출판
- 역 문제
- 런던물리학회
- 물리 세계
- 과학위원회